# راي براينت
راي براينت (بالإنجليزية: Ray Bryant)‏ هو عازف بيانو وملحن أمريكي، ولد في 24 ديسمبر 1931 في فيلادلفيا في الولايات المتحدة، وتوفي في 2 يونيو 2011 في نيويورك في الولايات المتحدة.

## وصلات خارجية
- راي براينت على موقع IMDb (الإنجليزية)
- راي براينت على موقع ميوزك برينز (الإنجليزية)
- راي براينت على موقع أول ميوزيك (الإنجليزية)
- راي براينت على موقع ديسكوغز (الإنجليزية)